# La douleur (film)
La douleur è un film francese del 2017, diretto da Emmanuel Finkiel, che porta sullo schermo l'omonimo romanzo autobiografico di Marguerite Duras.

## Trama
Il ritrovamento dopo anni di un diario dimenticato, la sua calligrafia perfetta e il suo terribile contenuto di cronaca di un'attesa, riaprono la memoria di una scrittrice. Lei è Marguerite Duras, da poco esordiente nel 1944, e l'attesa è quella del marito Robert Antelme, come lei nella Resistenza durante l'Occupazione, ma arrestato dai nazisti. Disperata per la mancanza di notizie e in accordo con il resto del gruppo, accetta di vedersi ogni giorno con Pierre Rabier, il collaboratore francese della Gestapo responsabile dell'arresto di Robert. Un gioco ambiguo e disperato, retto dalla speranza di poter avere notizie sul marito, se non di salvarlo dalle torture. Il peggio viene dopo.
Con la fine della guerra, nella confusione generale sopravvenuta alla liberazione, inizia per la donna una nuova e terribile attesa per il ritorno di Robert.

## Curiosità
Per il pubblico francese il film è ricco di riferimenti a personaggi molto noti della vita politica e intellettuale della Francia del secondo dopoguerra. Riferimenti che al pubblico italiano possono sfuggire, non essendo volutamente esplicitati, per concentrarsi sulla dinamica psicologica della protagonista.
Nel film c'è un fugace riferimento alla perdita del figlio. Non si fa invece alcun riferimento alla natura di scrittore e poeta del marito. Altrettanto ambigua rimane la relazione con Dionys Mascolo, che sempre dal 1942 fu l'amante di Marguerite Duras, ma resterà per tutta la vita legatissimo a Robert Antelme. Nel 1947 sposerà Marguerite Duras e avranno il figlio Jean. Si separeranno nel 1950. Dal 1971 inizierà una carriera di attore proprio con Marguerite Duras, per la quale lavorerà in ben quattro film, sino al 1978.
La figura di François Mitterrand è nascosta dietro il nome di François Morland. Fu lui a organizzare la spedizione per recuperare Robert Antelme, a cui partecipò anche Edgar Morin. Fu sempre Mitterrand a salvare Marguerite Duras nell'imboscata in cui caddero nel 1944 e in cui fu arrestato il marito.
Si capisce invece che Marguerite Duras e il suo gruppo forniscono informazioni sui deportati  ai loro parenti. Il bollettino si chiamava Libres ("Liberi") e funzionava anche come gruppo della Resistenza.
Il gruppo aveva il nome di Groupe de la rue Saint-Benoît.